# Trampoline aux Jeux olympiques d'été de 2008
Navigation
Athènes 2004 Londres 2012
Lors des Jeux olympiques d'été de 2008, il y a eu deux épreuves de trampoline :
- une épreuve individuelle féminine ;
- une épreuve individuelle masculine.

## Calendrier
| Calendrier | Calendrier | Calendrier | Calendrier | Calendrier | Calendrier | Calendrier | Calendrier | Calendrier | Calendrier | Calendrier | Calendrier | Calendrier | Calendrier | Calendrier | Calendrier | Calendrier | Calendrier | Calendrier |
| Août 2008  | Août 2008  | 8          | 9          | 10         | 11         | 12         | 13         | 14         | 15         | 16         | 17         | 18         | 19         | 20         | 21         | 22         | 23         | 24         |
| ---------- | ---------- | ---------- | ---------- | ---------- | ---------- | ---------- | ---------- | ---------- | ---------- | ---------- | ---------- | ---------- | ---------- | ---------- | ---------- | ---------- | ---------- | ---------- |
| Trampoline |            |            |            |            |            |            |            |            |            |            |            | 1          | 1          |            |            |            |            |            |

|  | Jour de compétition |  | Jour de finale | 4 | Nombre de finales |

## Résultats
| Podiums                               | Or                | Argent               | Bronze                 |
| ------------------------------------- | ----------------- | -------------------- | ---------------------- |
| Individuel hommes résultats détaillés | Lu Chunlong (CHN) | Jason Burnett (CAN)  | Dong Dong (CHN)        |
| Individuel femmes résultats détaillés | He Wenna (CHN)    | Karen Cockburn (CAN) | Ekaterina Khilko (UZB) |

## Tableau des médailles par pays
| Rang | Nation      | Or | Argent | Bronze | Total |
| ---- | ----------- | -- | ------ | ------ | ----- |
| 1    | Chine       | 2  | -      | 1      | 3     |
| 2    | Canada      | -  | 2      | -      | 2     |
| 3    | Ouzbékistan | -  | -      | 1      | 1     |